# The Moises Padilla Story
The Moises Padilla Story é um filme de drama filipino de 1961 dirigido e escrito por Gerardo de León. Foi selecionado como representante das Filipinas à edição do Oscar 1962, organizada pela Academia de Artes e Ciências Cinematográficas.

## Elenco
- Leopoldo Salcedo - Moises Padilla
- Joseph Estrada
- Lilia Dizon
- Ben Perez
- Oscar Roncal
- Max Alvarado
- Rosa Aguirre
- Robert Arevalo
- Mila Montañez
- Alfonso Carvajal
- Joseph de Cordova